# 納雷切瓦河
納雷切瓦河是俄羅斯的河流，位於堪察加半島，河道全長約75公里，最終注入堪察加河，是紅大馬哈魚和大麻哈魚的產卵地。